# Macnab (Eswatini)
Koordinaten: 26° 25′ S, 31° 35′ O
Macnab ist ein Ort in Eswatini. Er liegt im Zentrum des Landes in der Region Manzini im Gebiet des Inkhundla Mafutseni. Der Ort liegt etwa 380 Meter über dem Meeresspiegel.

## Geographie
Macnab liegt zwischen Mahlabane und Malindza an der Fernstraße MR3.